# 289586 Shackleton
A 289586 Shackleton a Naprendszer kisbolygóövének belső részében található kisbolygó (aszteroida), melyet Michel Ory svájci fizikus és amatőrcsillagász fedezett fel 2005. március 30-án, a svájci Vicques közelében található Jura Csillagvizsgálóban. A kisbolygó a Mars és a Jupiter pályája között kering.

## Felfedezésének története
Az aszteroida meg nem erősített észlelése (2003 UT289) már 2003. szeptember 28-án megtörtént Arizonában, a Kitt Peak Nemzeti Obszervatórium Spacewatch II projektje során.
A kisbolygót 2011. december 10-én Ernest Shackleton (1874–1922) brit felfedezőről nevezték el. Shackleton négy Antarktisz-expedícióban vett részt, három alkalommal expedícióvezetőként. Tagja volt a Robert Falcon Scott vezette Discovery-expedíciónak (1901–1904), később a Nimrod-expedíció (1907–1909) és a birodalmi transzantarktiszi expedíció (1914–1917) során tért vissza az Antarktiszra. A Shackleton–Rowett-expedíció (1921–1922) során, a tényleges kutatóút megkezdése előtt, Déli-Georgia szigetén elhunyt.